# ОШ „Ђура Јакшић” Крагујевац
Основна школа „Ђура Јакшић” је једна од старијих основних школа у Крагујевцу. Основана је 1934. године. Налази се у насељу Лекина Бара, на десној обали реке Лепенице.

## Историјат
Школа је основана 1934. године. Првобитно име Краља Петра I носила је до 1954. године, када је име промењено у Основна школа „Ђура Јакшић”, које носи и данас.
Име је добила по нашем чувеном српском песнику и сликару Ђури Јакшићу.
Школа је у току Другог светског рата била коришћена као касарна припадницима Српске државне страже Милана Недића.

## Школа данас
Данас Основна школа „Ђура Јакшић” има укупно 400 ученика распоређених у 18 одељења (17 одељења у матичној школи са 395 ученика и једним одељењем подручне школе са 5 ученика).